# Ernst Bacher (Kunsthistoriker)
Ernst Bacher (* 14. November 1935 in St. Veit an der Glan; † 28. April 2005) war österreichischer Kunsthistoriker und Denkmalpfleger.

## Leben
Ernst Bacher besuchte Schulen in Kärnten und studierte ab 1955 Malerei in Wien. 1959 machte er den Lehramtsabschluss für Kunsterziehung mit dem Nebenfach Geschichte. Bacher studierte weiter, nun Kunstgeschichte, und arbeitete ab 1960 beim Bundesdenkmalamt. 1967 machte Bacher das Doktorat und 1978 habilitierte er an der Universität Wien. Er hielt Vorlesungen am Institut für Kunstgeschichte der Universität Wien sowie an den Akademien für bildende und angewandte Kunst.
Im Bundesdenkmalamt arbeitete er im Institut für Österreichische Kunstforschung, 1911 von Max Dvorák gegründet, später Abteilung für Inventarisation und Denkmalforschung genannt. 1979 übernahm er vorläufig und 1981 fest die Leitung des Instituts. Bacher war mit allen wissenschaftlichen Aufgaben befasst, insbesondere mit den Publikationen der Dehio-Handbücher zu den Kunstdenkmälern Österreichs, der Österreichischen Kunsttopographien und der Corpus-Reihe zur Glasmalerei und Wandmalerei.
1981 wurde Bacher in Anerkennung seiner Gutachtertätigkeit zur mittelalterlichen Glasmalerei im In- und Ausland zum Direktor des Internationalen Comité Technique des Corpus Vitrearum Medii Aevi ernannt. Ebenfalls 1981 wurde Bacher in die Kommission für Kunstgeschichte an der Österreichischen Akademie der Wissenschaften gewählt.
Von 1982 bis 2000 war Bacher Generalkonservator des Bundesdenkmalamtes, eine Funktion, welche 1982 neu geschaffen wurde. Bacher verstand sich in der Nachfolge von Alois Riegl, welcher in der Monarchie Generalkonservator war, und betätigte sich für die neue Herausgabe der Werke Riegls. Bacher war mit zwei Novellierungen des Denkmalschutzgesetzes, 1990 und 1999, befasst. Von 1982 bis 2002 war Bacher Präsident vom International Council on Monuments and Sites zu Österreich. In beiden Funktionen war die Hauptagenda der Denkmalschutz und die Denkmalpflege, ab den 90er Jahren auch mit dem Schwerpunkt der Provenienzforschung.

## Publikationen (Auswahl)
- Die mittelalterlichen Glasgemälde in der Steiermark, 1. Teil (= Corpus Vitrearum Medii Aevi. Österreich, Band 3). Böhlau, Wien 1979, ISBN 978-3-205-08082-4.
- mit Günther Buchinger, Elisabeth Oberhaidacher-Herzig, Christina Wolf: Die mittelalterlichen Glasgemälde in Salzburg, Tirol und Vorarlberg (= Corpus Vitrearum Medii Aevi. Österreich, Band 4). Böhlau, Wien/Köln/Weimar 2007, ISBN 978-3-205-77653-6.